# Benzyl chloride
Benzyl chloride, hoặc α-chlorrotoluen, là một hợp chất hữu cơ với công thức {\displaystyle {\ce {C6H5CH2Cl}}}. Chất lỏng không màu này là một hợp chất phản ứng organochlorine.

## Điều chế
Benzyl chloride được điều chế trong công nghiệp bằng phản ứng quang phổ pha loãng của toluen với khí chlor:
C6H5CH3 + Cl2 → C6H5CH2Cl + HCl
Theo cách này, khoảng 100.000 tấn được sản xuất hàng năm. Phản ứng được tiến hành bởi quá trình tự do của gốc tự do, liên quan đến sự liên kết các nguyên tử chlor tự do. Các sản phẩm phụ của phản ứng bao gồm benzal chloride và benzotrichloride.
Các phương pháp sản xuất khác cũng tồn tại như chloromethylation Blanc của benzen. Benzyl chloride lần đầu tiên được điều chế từ việc xử lý alcohol benzylic với acid chlorhiđric.

## Ứng dụng và phản ứng
Về mặt công nghiệp, benzyl chloride là chất đi đầu của este benzyl được sử dụng làm chất làm dẻo, hương liệu và nước hoa. Acid phenylacetic được sản xuất từ benzyl xyanua, được tạo ra bằng cách xử lý benzyl chloride với natri xyanua. Các muối amoni bậc bốn, được sử dụng làm chất hoạt động bề mặt, dễ dàng được hình thành bằng cách alkyl hóa các amin bậc ba với benzyl chloride.
 Trong quá trình tổng hợp hữu cơ, benzyl chloride được sử dụng để đưa vào nhóm benzyl trong phản ứng với rượu, tạo ra ete benzyl tương ứng, acid cacboxylic, và ester benzyl. Acid benzoic ({\displaystyle {\ce {C6H5COOH}}}) có thể được điều chế bằng cách oxy hóa benzyl chloride với sự tham gia của kiềm KMnO4:
C6H5CH2Cl + 2 KOH + 2 [O] → C6H5COOK + KCl + H2O
Benzyl chloride có thể được sử dụng trong việc tổng hợp các loại thuốc amphetamin, và vì lý do này, việc bán benzyl chloride được theo dõi bởi Cục Quản lý Dược phẩm Hoa Kỳ.
Benzyl chloride cũng phản ứng dễ dàng với magnesi kim loại để tạo ra một chất thử Grignard. Nó tốt hơn việc sử dụng benzyl bromide để điều chế thuốc thử này, vì phản ứng của bromide với magnesi có xu hướng hình thành sản phẩm khớp nối Wurtz 1,2-điphenyletan.

## Độ an toàn
Benzyl chloride là một chất alkyl hóa. Chỉ số phản ứng cao của nó (so với các alkyl chloride), benzyl chloride phản ứng với nước trong phản ứng thủy phân để tạo thành alcohol benzylic và acid chlorhydric. Khi tiếp xúc với màng nhầy, thủy phân tạo ra acid chlorhiđric. Do đó, benzyl chloride là một dụng cụ lắc và đã được sử dụng trong chiến tranh hóa học. Nó cũng gây cảm giác khó chịu với da.
 Nó được phân loại là chất có tính độc hại cao tại Hoa Kỳ theo quy định tại Mục 302 của Đạo luật Hoa Kỳ về Kế hoạch Khẩn cấp và Luật Phải biết Cộng đồng (42 USC 11002) và phải tuân thủ các yêu cầu báo cáo nghiêm ngặt của các cơ sở sản xuất, hoặc sử dụng nó với số lượng đáng kể.